# さだまさし白書〜リサイタル'92〜
『さだまさし白書〜リサイタル'92〜』（さだまさしはくしょ）は、1992年4月25日に発売されたさだまさしのライブ・アルバムである。

## 解説

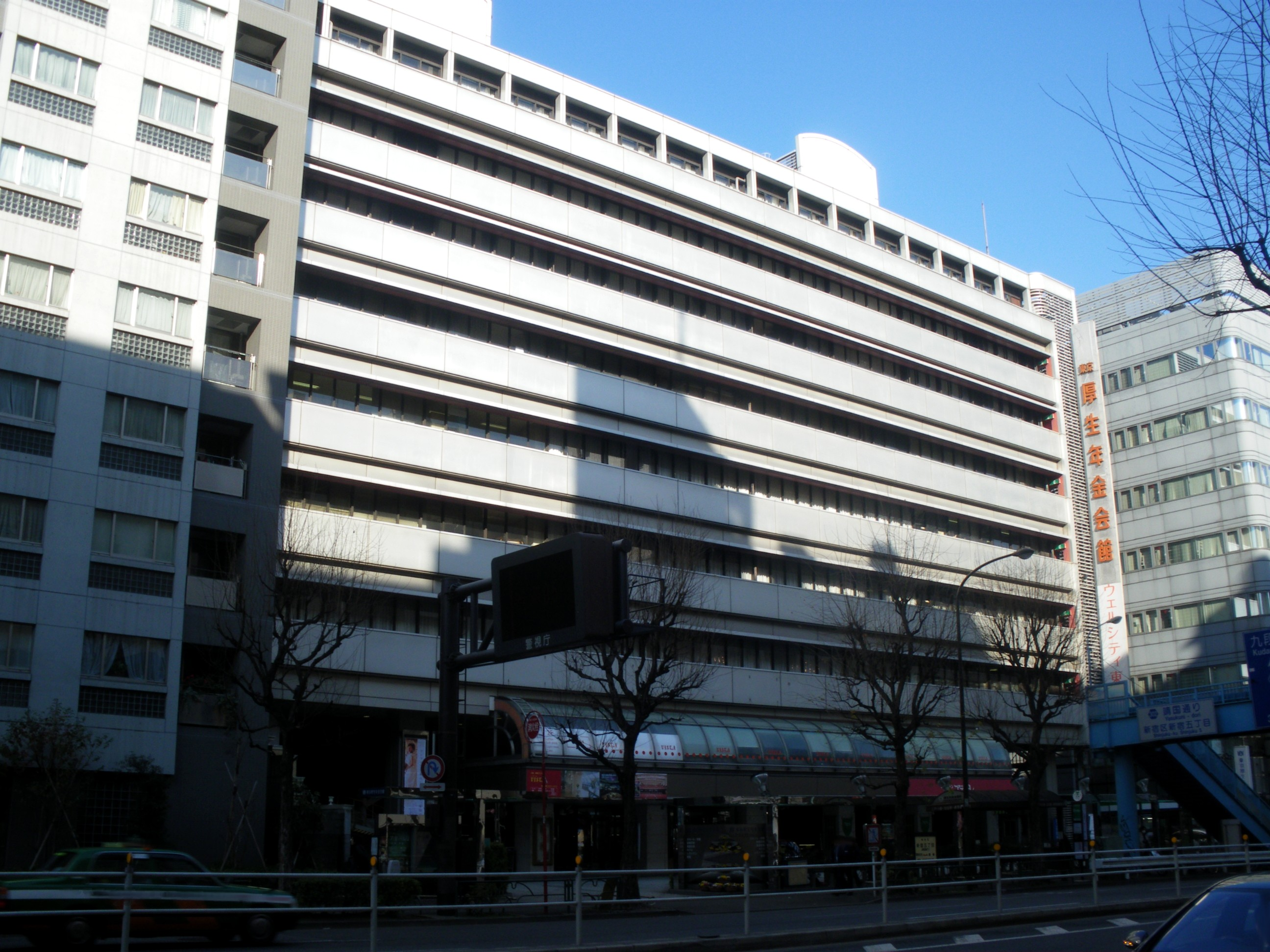
会場となった東京厚生年金会館
（現在は解体）

1992年2月25日に東京厚生年金会館で行われたコンサートのライブ録音である。グレープ時代のライブ『三年坂』以来、9作目のライブ盤にして初めて編集を加えず、さだのコンサートの特徴のひとつである「トーク」も含めてコンサートの内容をほぼ完全収録した公式アルバムとなった。
当時のバックバンド亀山社中から、ドラムスの井上とエレキギターの立山をはずし、代わりに弦やオーボエを加えて演奏され、選曲は「関白宣言」や「案山子」、「道化師のソネット」といった一般的によく知られた作品を中心にまとめられている。
声質に変調をきたしていたため、全般を通じてさだの声は通常よりかなり鼻声になっている。

## 収録曲

### DISC 1
1. 北の国から（Overture）
2. 夢ばかりみていた
3. フレディもしくは三教街-ロシア租界にて-
4. 道化師のソネット
5. トーク(1)
最初の挨拶「今日は定番商品を中心に」
6. 案山子
7. 関白宣言
8. トーク(2)
國學院高校の同窓会
9. 木根川橋
10. 歳時記

### DISC 2
1. トーク(3)
「父さんとポチ」（後の「関白失脚」の下敷きにもなった長編トーク）後に立川談春が脚色して落語の演目としてカバーし、トリビュートアルバム『さだまさしトリビュート さだのうた』に収録された。
2. 無縁坂
3. 精霊流し
4. トーク(4)
5. シャボン玉
6. 故郷
7. 秋桜

### DISC 3
1. トーク(5)
2. 前夜
3. 戦友会
4. トーク(6)
5. しあわせについて
6. 主人公
7. トーク(7)
8. 奇跡
9. トーク(8)
10. 風に立つライオン

## 演奏
亀山ロイヤル・グランド・オーケストラ
- ボーカル、アコースティック・ギター、ヴァイオリン：さだまさし
- エレクトリック・ベース：福田郁次郎
- アコースティック・ピアノ、シンセサイザー：石川清澄
- アコースティック・ギター、コーラス：坂元昭二
- マリンバ、パーカション：宅間久善
- 第1ヴァイオリン：広瀬裕美子
- 第2ヴァイオリン：中嶋弦一郎
- ヴィオラ：升谷直嗣
- チェロ:永山利彦
- オーボエ：柴山洋